# Premstätten
Premstätten es una localidad del distrito de Graz-Umgebung, en el estado de Estiria, Austria, con una población estimada a principio del año 2018 de 6068 habitantes. 
Se encuentra ubicada en el centro del estado, cerca de la ciudad de Graz —la capital del estado— y del río Mura —un afluente del río Drava, el cual a su vez, lo es del Danubio—.

## Historia
En la antigüedad se las encontraron una gran cantidad de túmulos en el borde de la meseta de Kaiserwald. Esto muestra que el área estuvo densamente poblada en los siglos I y II d. C. Los muertos fueron incinerados en la tumba, los restos se colocaron en objetos cotidianos y se colocaron en las cenizas amontonadas de la pira. Sobre él se amontonó un montón de tierra. Cerca de la tierra quemada al rojo vivo de la chimenea se encontraron pequeñas ollas de barro, vasos de precipitados de vidrio y cuencos con trípode.
En el Castillo de Premstätten tuvo la primera mención documental que proviene del año 1164: Hereman de Preuensteten fue ministro del Margrave Otakar III de Estiria. En el siglo XIV, la familia se extinguió, la propiedad pasó a manos de la familia Saurau. Esto renovó la torre en ruinas en 1448. Sin embargo, las sedes de los condados de Saurau eran Ligist y Großlobming. Leonhard von Saurau fue el único que amplió la casa hasta convertirla en un castillo y se trasladó a Premstätten. En 1775 se rediseñó la fachada en estilo barroco y las habitaciones se amueblaron espléndidamente, y también se construyó una capilla del castillo. En el siglo XVIII, los Sauraus eran una de las familias más ricas de Estiria, pero la familia murió en 1846 con Zeno Maria Graf Saurau. Dado que su viuda nació en Göss, el castillo cayó en manos de esta familia. En 1904 la ex-actriz Hermine Condesa Normann-Ehrenfels compró la propiedad. Tras la muerte de su marido, subastó el inventario, la orden de los misioneros combonianos compró el edificio vacío y lo utilizó como colegio. Debido a la disminución del número de estudiantes, la escuela se cerró en 1982 y una empresa de electrónica se convirtió en la nueva propietaria del edificio.
La iglesia se mencionó por primera vez en un documento en 1386. En 1549 se realizó una ampliación. Parte de este edificio de estilo gótico tardío se conservó en la parte frontal actual de la iglesia. La nave barroca fue construida en 1760. Hasta entonces, la iglesia era una iglesias filiales de Straßgang, no fue hasta 1761 que se convirtió en una iglesia vicariato con su propio pastor.